# Anna Lindblom
Anna Maria Lindblom, född 11 juli 1989 i Västerled i Stockholm, är en svensk fotbollsspelare som spelar för Hammarby IF i damallsvenskan. Hennes moderklubb är IF Brommapojkarna.
Lindblom började spela i IF Brommapojkarna som 6-åring. Hon varvade då fotbollen med simhopp och gymnastik, och var med i ungdomslandslaget i simhopp. Vid 13 års ålder blev det bara fotboll. Debut i A-landslaget i fotboll vid 18 års ålder.